# Apterocis ephistemoides
Apterocis ephistemoides är en skalbaggsart som först beskrevs av Sharp 1885.  Apterocis ephistemoides ingår i släktet Apterocis och familjen trädsvampborrare. Inga underarter finns listade i Catalogue of Life.